# Colori e simboli del Torino Football Club

Ruggiero Rizzitelli nella stagione 1995-1996 in completo all maroon, tra i più iconici nella storia del Torino.

Il Torino Football Club, meglio conosciuto come Torino, è una società calcistica italiana con sede nella città di Torino. Il colore sociale principale è il granata; altro segno distintivo della società è il toro, simbolo della città di Torino, spesso presente su maglie e calzettoni della società piemontese.

## La maglia
Il Torino utilizza come tinta principale il granata. La scelta del colore ha più teorie; quella più accreditata vede nella gradazione un richiamo alla "Brigata Savoia" (protagonista della difesa di Torino dall'assedio franco-spagnolo) la quale aveva adottato un fazzoletto color granata in onore del messaggero caduto per portare la notizia del trionfo. Altre ricostruzioni, giudicate meno attendibili, parlano di un possibile riferimento al club svizzero del Servette, per cui tifava il fondatore della società granata Alfred Dick, o alla casacca maroon degli inglesi dello Sheffield FC, peraltro già usata in passato dall'Internazionale Torino.

### Prima maglia

#### Storia
La prima divisa di gioco del Torino fu una casacca a righe verticali arancio e nere che si rifaceva a quelle in precedenza usate dalle due società considerate "progenitrici" storiche del neonato club, il Torinese e (in via occasionale) l'Internazionale Torino. In seguito tale abbinamento non venne ritenuto appropriato essendo incidentalmente simile a quello degli Asburgo, nemici storici dell'allora casa regnante italiana. Stante quindi la necessità di adottare un colore sociale definitivo per la nuova squadra, si optò per il granata. Così, alla sua prima partita ufficiale (giocata il 16 dicembre 1906 contro la Pro Vercelli), il Torino scese in campo con un completo granata; i calzoncini bianchi vennero più tardi, dopo il 1911 (basandosi sulle rare foto d'epoca). I calzettoni, storicamente neri con risvolto color granata, in varie stagioni vennero adottati interamente granata oppure, più raramente, granata e bianchi.

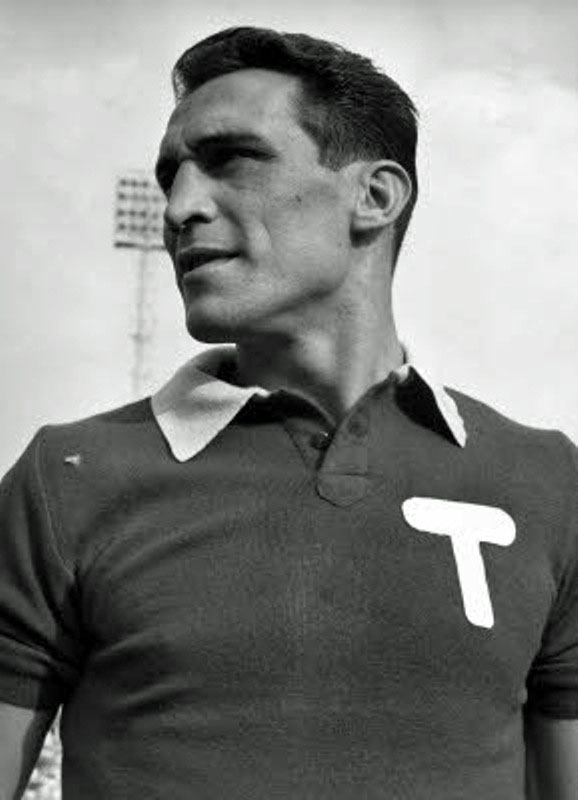
Enzo Bearzot nel 1958, con la divisa recante la "T" a seguito dell'abbinamento pubblicitario con la Talmone.

Per la stagione 1958-59, a seguito dell'abbinamento pubblicitario con l'azienda Talmone, comparve sulla maglia granata una "T". Il Torino terminò diciottesimo, retrocedendo per la prima volta nella sua storia, e anche per questione di scaramanzia la lettera venne immediatamente tolta dalle divise del Torino.
Tra gli anni 1970 e 1980 il Torino adottò stabilmente un completo monocromatico granata, dopo aver indossato per lungo tempo i calzoncini bianchi. Alla fine degli anni 1980, in concomitanza con il passaggio al nuovo sponsor tecnico Adidas, comparvero sulle maniche delle divise le tre strisce bianche tipiche del marchio tedesco. Dal 2001 al 2008 lo sponsor tecnico fu Asics e venne spesso riproposto il colletto bianco.
Il 3 dicembre 2006, in occasione del suo centenario, il Torino utilizzò per la sfida casalinga con l'Empoli una divisa commemorativa disegnata da un'azienda specializzata in maglie vintage (su licenza Asics): la casacca, nel taglio e nella stoffa, ricordava quella utilizzata dal Grande Torino negli anni 1940; ne furono prodotte circa 40 esemplari.
Nel 2008 arriva Kappa come sponsor tecnico del Torino, sicché sulle maniche (o sulla parte laterale dei calzoncini) viene saltuariamente ripetuta la banda logata dell'azienda sportiva torinese. Alla fine degli anni 2010, il Torino iniziò a indossare divise granata con un elemento grafico (un toro in posizione rampante, simbolo della città di Torino) stampato tono su tono sul tessuto; all'interno del colletto delle maglie Kappa è inoltre spesso presente l'acronimo FVCG (ovvero Forza Vecchio Cuore Granata, il motto preferito dai tifosi del Torino), mentre sul retro è collocato il nome del club. La divisa granata della stagione 2017-2018 è stata inserita dalla rivista specializzata inglese FourFourTwo al settimo posto nella classifica delle migliori maglie al mondo della suddetta annata. La maglia del Torino 2018-2019 introduce una novità rispetto alle uniformi indossate nel biennio precedente; il toro in posizione rampante è infatti racchiuso in triangoli stampati tono su tono che caratterizzano la parte frontale della divisa.
Dal 2019 la fornitura tecnica è appannaggio di Joma. Per la stagione 2023-2024, l'azienda spagnola introduce una significativa novità per quanto concerne il colore secondario della divisa, con l'écru a sostituire il tradizionale bianco.

#### Evoluzione
| 1906      | 1909-11   | 1911-1921 | 1921-1926 | 1926-29   | 1929-1937 | 1937-1942 | 1942-1943 | 1943-1944 | 1943-1944 (2° versione) |
| 1944-1946 | 1946-1947 | 1947-1952 | 1952-1953 | 1953-1958 | 1958-1959 | 1959-1962 | 1962-1965 | 1965-1967 | 1967-1971               |
| 1971-1972 | 1972-1974 | 1974-1975 | 1976-1977 | 1977-82   | 1982-1984 | 1984-1985 | 1985-1986 | 1986-1987 | 1987-1990               |
| 1990-1993 | 1993-1994 | 1994-1997 | 1996-1997 | 1997-1998 | 1998-1999 | 1999-2000 | 2000-2001 | 2001-2002 | 2002-2003               |
| 2003-2004 | 2004-2005 | 2005-2007 | 2007-2008 | 2008-2009 | 2009-2010 | 2010-2011 | 2011-2012 | 2012-2013 | 2013-2014               |
| 2014-2015 | 2015-2016 | 2016-2017 | 2017-2018 | 2018-2019 | 2019-2020 | 2020-2021 | 2021-2022 | 2022-2023 | 2023-2024               |
| 2024-2025 | 2025-2026 |           |           |           |           |           |           |           |                         |

### Seconda e terza maglia

#### Storia

Il Torino 1963-64 in completo all white

La maglia da trasferta del Torino è tradizionalmente bianca con calzettoni e calzoncini a loro volta bianchi oppure granata. Durante la sua storia, il club ha reso più volte omaggio al River Plate (club vicino alla società piemontese sin dai tempi della Tragedia di Superga) inserendo nella seconda divisa una sbarra granata: la prima volta in assoluto fu nell'annata 1952-1953. In altri casi la sbarra è stata sostituita da una fascia o da un palo, come accaduto saltuariamente dagli anni 2000 in poi.

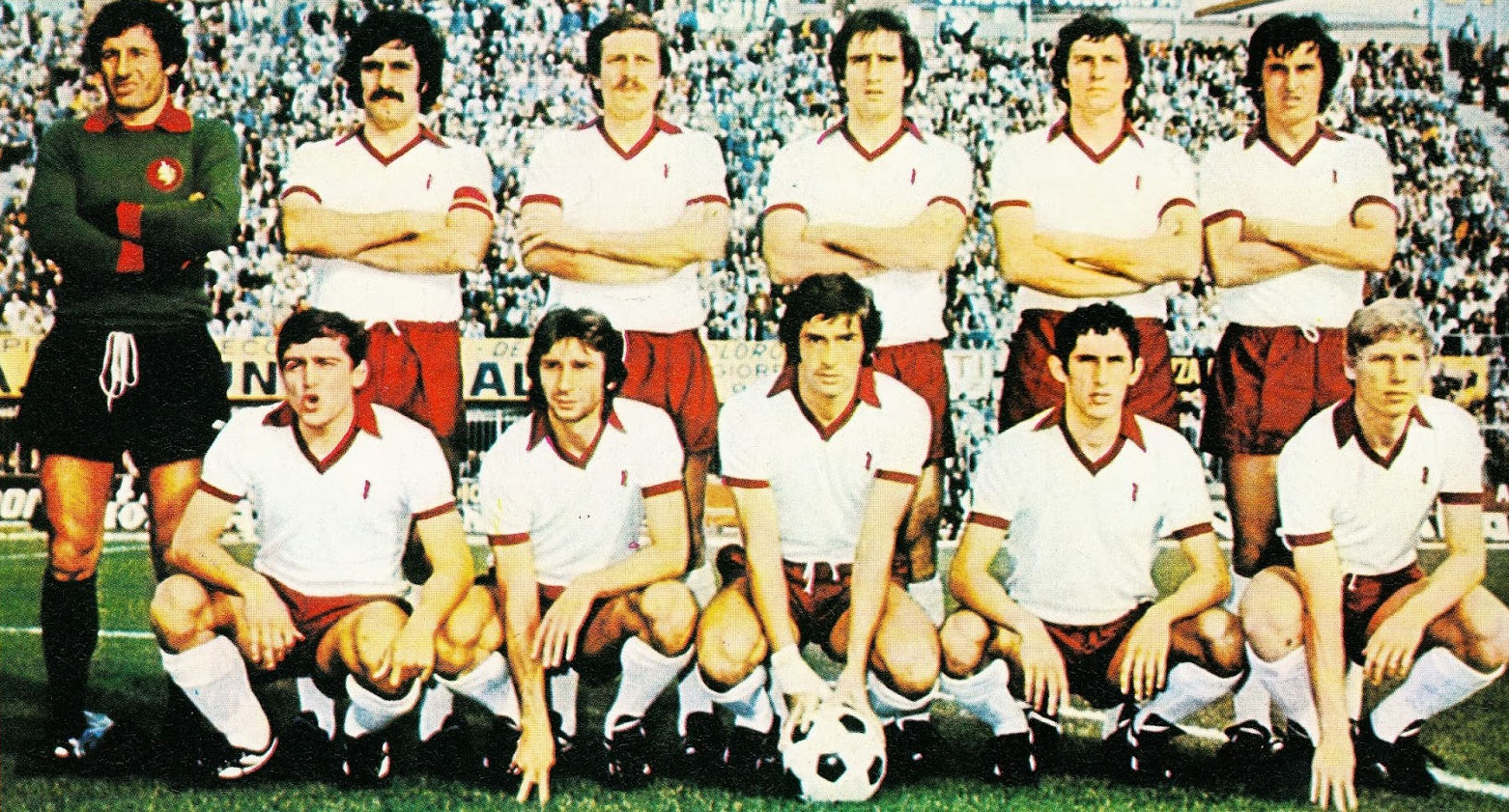
Il Torino 1975-76 con la classica divisa di cortesia del club: maglia e calzettoni bianchi con pantaloncini granata.

Con Adidas come sponsor tecnico, sul finire degli anni 1980 comparvero sulle divise le strisce bianche tipiche dell'azienda tedesca. Analogamente, con Kappa (a partire dal 2008) venne inserita a lato dei calzoncini e sulle maniche delle maglie la "Banda Omini", tratta dal logo del marchio sportivo torinese. Nella stagione 2017-2018 fu presente sulla maglia bianca da trasferta un elemento grafico: il toro, simbolo del capoluogo piemontese. Sulla maglia secondaria è spesso presente un toro in posizione rampante stilizzato al posto del logo ufficiale. In alcuni periodi il completo da trasferta del Torino fu monocromatico bianco (per esempio nel 1970). Il 4 dicembre 2016, in occasione della partita tra Sampdoria e Torino giocata allo stadio Marassi, il Torino scese in campo con la tradizionale maglia bianca da trasferta recante però sul petto la scritta 110 anni di Toro, per celebrare i 110 anni di storia della società.
Per quanto riguarda la terza divisa, nella stagione 2007-2008 la squadra indossò una maglia giallo-nera in ricordo del Nobili Torino, società progenitrice del Torino e i cui colori erano appunto il giallo e il nero. Per l'annata 2013-2014 venne invece scelto come colore principale il celeste, un omaggio al gemellaggio tra il Torino e il Manchester City. La terza maglia usata dalla società piemontese nella stagione 2015-2016 (con sul petto i cognomi di alcuni dei calciatori maggiormente rappresentativi della storia granata) venne votata come la più sexy d'Europa dalla rivista specializzata inglese FourFourTwo.

#### Evoluzione seconda maglia
| Anni 1920 | Anni 1930 | Anni 1940 | 1952-1953 | 1959-1960 | 1960-1961 | 1969-1970 | 1975-1976 | 1976-1982 | 1984-1987 |
| 1987-1990 | 1990-1993 | 1993-1994 | 1994-1995 | 1995-1996 | 1996-1999 | 1999-2000 | 2000-2001 | 2003-2004 | 2004-2005 |
| 2005-2007 | 2007-2008 | 2008-2010 | 2010-2011 | 2011-2012 | 2012-2013 | 2013-2014 | 2014-2015 | 2015-2016 | 2016-2017 |
| 2017-2018 | 2018-2019 | 2019-2020 | 2020-2021 | 2021-2022 | 2022-2023 | 2023-2024 | 2024-2025 | 2025-2026 |           |

#### Evoluzione terza maglia
| 1995-1996 | 1997-1998 | 1998-1999 | 1999-2000 | 2000-2001 | 2001-2002 | 2003-2004 | 2004-2005 | 2007-2008 | 2008-2009 |
| 2009-2010 | 2010-2011 | 2011-2012 | 2012-2013 | 2013-2014 | 2014-2015 | 2015-2016 | 2016-2017 | 2017-2018 | 2018-2019 |
| 2019-2020 | 2020-2021 | 2021-2022 | 2022-2023 | 2023-2024 | 2024-2025 |           |           |           |           |

### Maglie celebrative
Il 14 maggio 1989, in occasione del derby di Torino contro la Juventus (0-0) disputatosi allo stadio Comunale di Torino, i granata scesero in campo indossando una speciale divisa commemorativa, priva di marchi pubblicitari e di fatto simile a quella vestita negli anni 1940 dal Grande Torino, nei giorni del quarantesimo anniversario della tragedia di Superga.
Il 2 dicembre 2017, in occasione della partita tra Torino e Atalanta (1-1) disputatasi allo stadio Olimpico Grande Torino, la squadra granata indossò una speciale maglia verde per ricordare la tragedia che un anno prima colpì la Chapecoense: il volo LaMia 2933, sul quale viaggiava anche la squadra brasiliana per andare a disputare la finale di Coppa Sudamericana in Colombia, precipitò a 50 chilometri sud da Medellin; morirono 71 delle 77 persone a bordo, tra cui la quasi totalità dei calciatori della Chapecoense. Il Torino, in passato vittima a sua volta di una sciagura aerea, si adoperò per aiutare la società brasiliana, devolvendo gli incassi ottenuti dalla vendita della maglia verde (in edizione limitata) alle famiglie dei calciatori deceduti.
Il 3 maggio 2024, in occasione del 75º anniversario della Tragedia di Superga, il Torino scese in campo contro il Bologna (0-0) con una divisa celebrativa denominata “Superga 75”, prodotta in 750 esemplari numerati. Si trattava di una divisa fortemente ispirata a quella della leggendaria squadra degli anni ‘40, con colletto a polo bianco e i loghi degli sponsor di color granata tono su tono. Lo stemma societario era sostituito con il classico toro rampante.
| 40º Superga (1989) | Divisa "Chapecoense" (2017) | Superga 75 (2024) |

## Stemma
In tutti gli stemmi usati dal club granata nella sua storia è sempre presente un toro in posizione rampante, simbolo della città di Torino.
A partire dagli anni 1970 (sulle maglie disegnate da Umbro) il Torino adottò come logo sulle divise la silhouette di un toro bianco o granata. Nel 1976-77 il toro di color granata era racchiuso all'interno dello scudetto mentre in altre stagioni (come nel 1974-75) in un cerchio bianco.
Tra 1980 e 1983 fu adottato un nuovo marchio con il toro ridisegnato dallo studio di Armando Testa.

Dal 1983 al 1990 lo stemma del Torino fu di forma quadrangolare, con in alto la dicitura TORINO CALCIO e all'interno un toro rampante stilizzato. Il nuovo marchio venne ideato da un'azienda specializzata in marketing (la GBM Italia) e presentato durante una conferenza stampa alla quale parteciparono il consigliere Michele de Finis, il direttore generale Luciano Moggi e il rappresentante per GBM Italia Gianfranco Mantello.
(Gianfranco Mantello)
Tale stemma è tuttora molto amato dai tifosi granata ed è stato votato nel 2013 dai lettori del Guerin Sportivo come lo stemma calcistico più bello di tutti i tempi.
Dal 1990 fino al fallimento, lo stemma in uso richiamò quello ovale già utilizzato in precedenza dal Torino ma con alcune modifiche: ai tempi del Grande Torino nel lato destro dell'ovale si incrociavano le lettere "A", "C" e "T" (iniziali dell'"Associazione Calcio Torino") anziché "T" e "C" ("Torino Calcio"); negli anni 1970 il logo era sempre ovale, con lo stemma della città nella parte sinistra, ma a destra era presente la scritta TORINO. Con Kappa come sponsor tecnico, il toro è stato inserito anche sui calzettoni dei giocatori granata.
Il simbolo societario del Torino Football Club è in uso dal 2006: nella stagione 2005-06, la prima successiva al fallimento del Torino Calcio, lo stemma fu identico all'attuale eccezion fatta per la mancanza della scritta 1906 sul lato sinistro dello scudo, aggiunta per richiamare l'anno di fondazione dello storico Foot Ball Club Torino.

Stemma utilizzato dal 1983 al 1990
Stemma utilizzato dal 1990 al 2005
Stemma utilizzato dal 2005 al 2006
Stemma utilizzato nel 2006 per il centenario del club
Stemma utilizzato dal 2006